# Жарт
Жарт (пол. żart від сер-в.-нім. sërten, «обдурювати»), смішок або рідше шу́тка (прасл. šutъ) — фраза або параграф з гумористичним змістом. Може бути у формі невеликого оповідання або запитання. Жарти можуть використовувати іронію, сарказм, каламбур або інші подібні засоби.
Практичний жарт, який ще називають розіграшем, відрізняється від розмовного тим, що основною метою є фізичні дії (наприклад, підсипати сіль у цукорницю).

## Мета
Зазвичай жарти слугують для розваги друзів або глядачів. При цьому основною метою автора жарту є сміх аудиторії, в іншому випадку прийнято вважати жарт невдалим.